# Atenco

Municipalité du Atenco.

Atenco (mot d'origine nahuatl) est l'une de 125 municipalités de l'État de Mexico au Mexique. Atenco confine au nord à Acolman, à l'ouest à Texcoco, au sud à Ecatepec de Morelos et à l'est à Tezoyuca. Son chef-lieu est San Salvador Atenco qui compte 15 000 habitants.